# St. Nikolaus (Freimann)

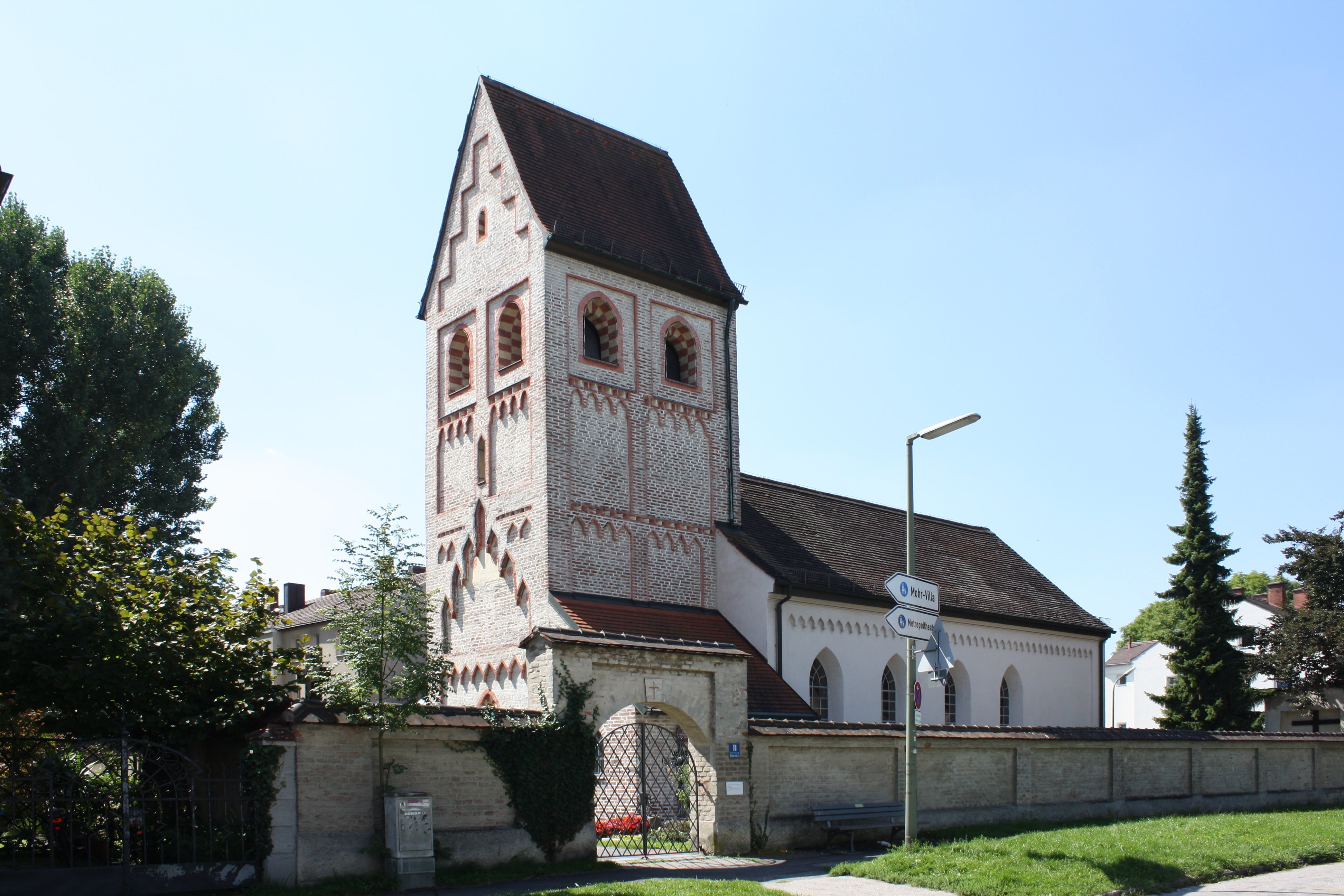
Filialkirche St. Nikolaus, 2010

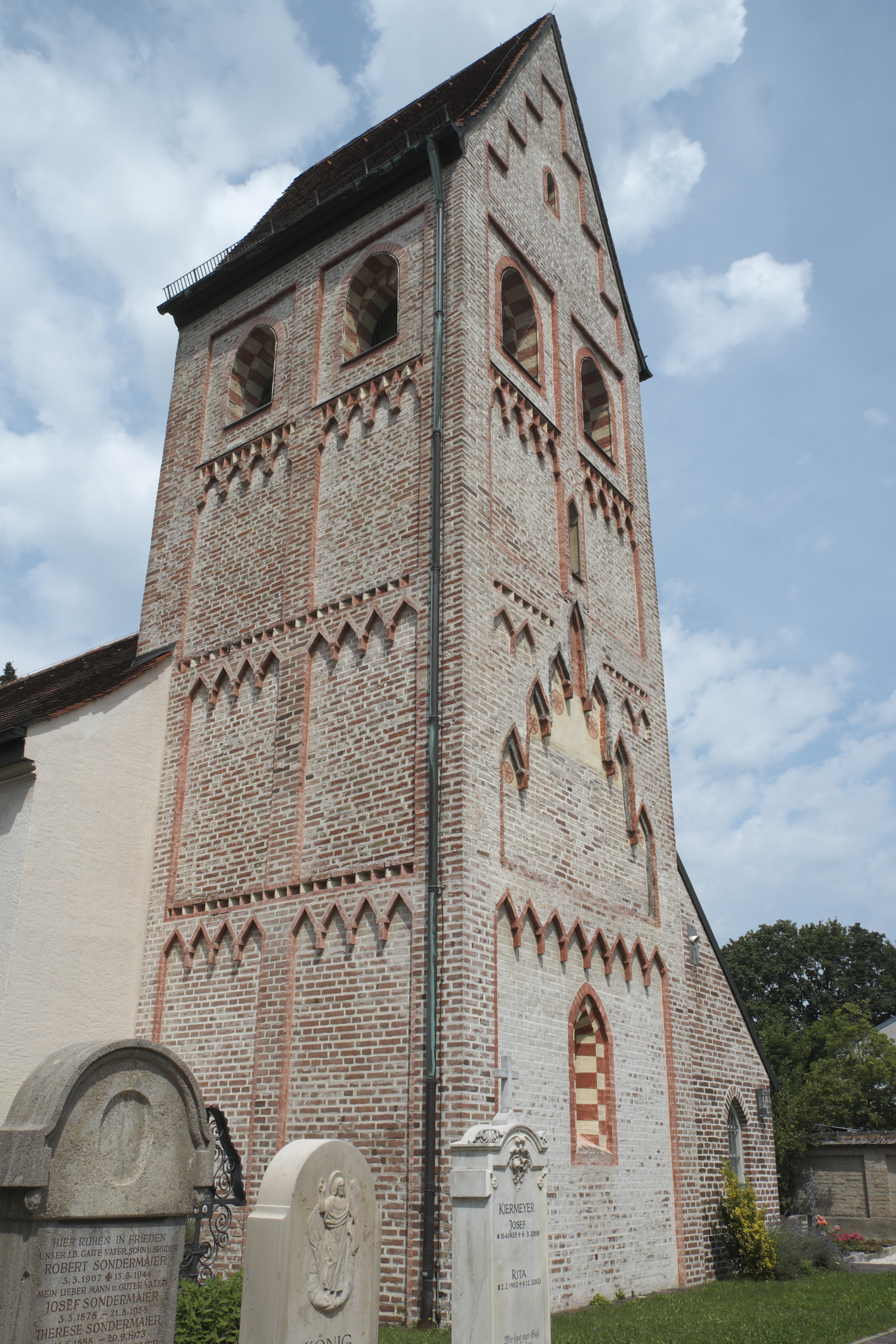
Chorturm

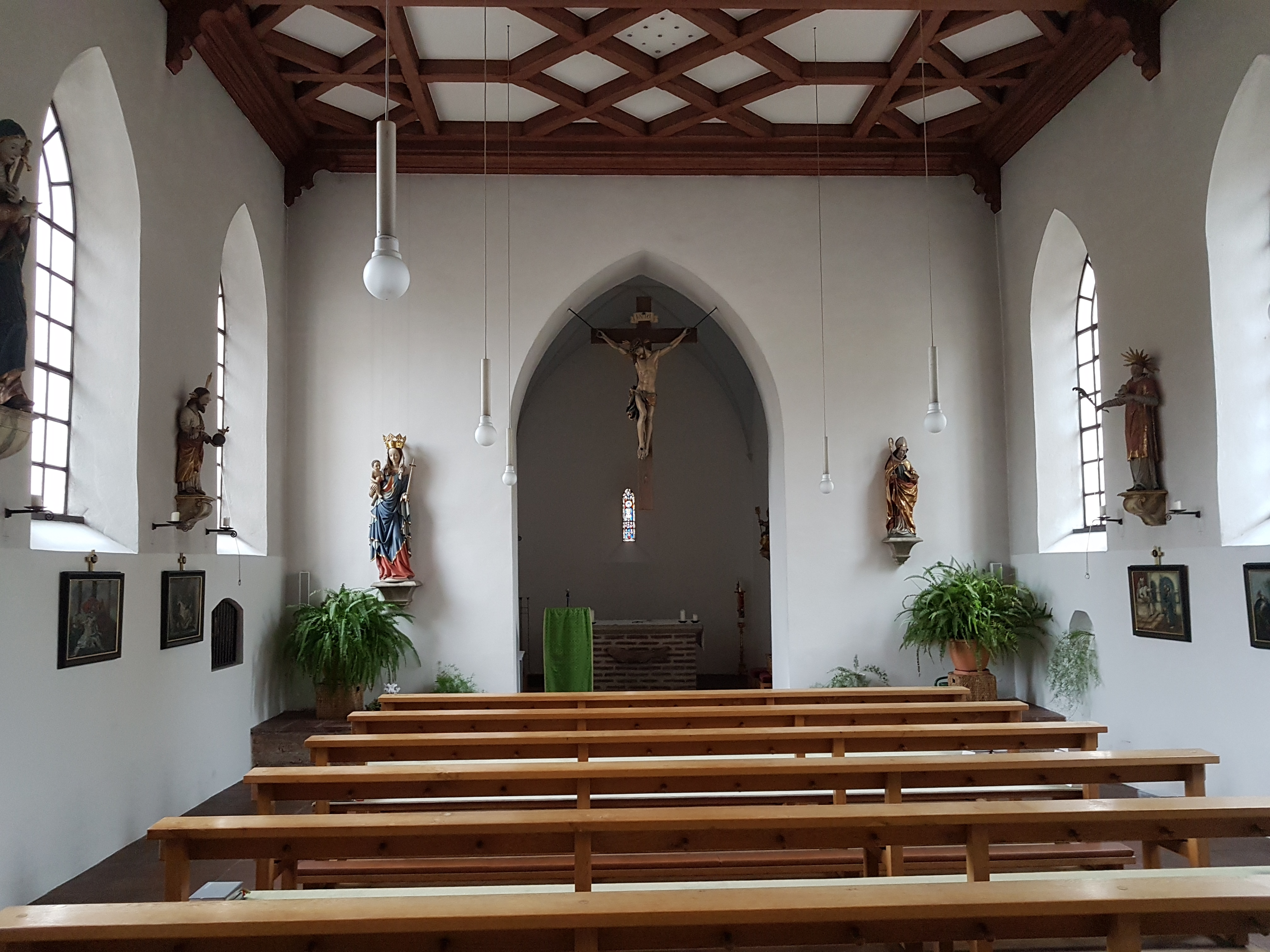
Innenraum

Die römisch-katholische Filialkirche St. Nikolaus in der Heinrich-Groh-Straße 11 im Münchner Stadtteil Freimann im Stadtbezirk Schwabing-Freimann geht auf eine frühgotische Chorturmkirche aus der ersten Hälfte des 14. Jahrhunderts zurück, von der nur noch der Turm erhalten ist. Das heutige Langhaus wurde gegen Ende des 19. Jahrhunderts im Stil der Neugotik errichtet. Die Kirche, die dem heiligen Nikolaus von Myra geweiht ist, gehört zu den geschützten Baudenkmälern in Bayern.

## Geschichte
Die Freimanner Kirche wurde bereits um 1030 erstmals erwähnt. Sie war ursprünglich der heiligen Margaretha geweiht und Filialkirche von St. Martin in Mallertshofen, später von St. Katharina in Garching. Um 1320 wurde eine Kirche aus Stein mit einem massiven Chorturm im Osten errichtet. Von der Kirche, die 1504 im Landshuter Erbfolgekrieg und ein zweites Mal 1632 im Dreißigjährigen Krieg abbrannte, blieb nur der Turm erhalten. Das Langhaus wurde im 17. Jahrhundert wieder aufgebaut.
Im Jahr 1739 fand ein Wechsel des Patroziniums zum heiligen Nikolaus von Myra statt, von dem man einen besonderen Schutz vor den häufigen Hochwassern der Isar erhoffte.
Im Jahr 1882 erfolgte eine umfassende Renovierung und Regotisierung der Kirche. Man erhöhte das Langhaus, zog eine flache bundwerkartige Holzdecke ein und veränderte die barocken Fenster im Stil der Gotik.
Im Jahr 1904 wurde St. Nikolaus zur selbstständigen Pfarrei erhoben. Nach dem Bau der neuen Freimanner Pfarr‐ und Ordenskirche St. Albert im Jahr 1933 wurde die Nikolauskirche Filialkirche. 1937 wurde sie zur Kriegergedächtniskapelle umgestaltet. Heute wird sie als Werktagskirche der Pfarrei St. Albert genutzt.

## Architektur
Im Osten des Langhauses steht der mit einem Satteldach gedeckte Turm mit einer Grundfläche von circa 5 × 5 Meter und einer Höhe von circa 20 Meter. Der viergeschossige Turm ist in Füllmauerwerk aus Backstein mit einer Stärke von etwa einem Meter ausgeführt. Er wird durch Blendfelder mit Spitzbogenfriesen und Deutschem Band gegliedert, das Glockengeschoss wird auf drei Seiten von je zwei Schallfenstern durchbrochen.

## Ausstattung

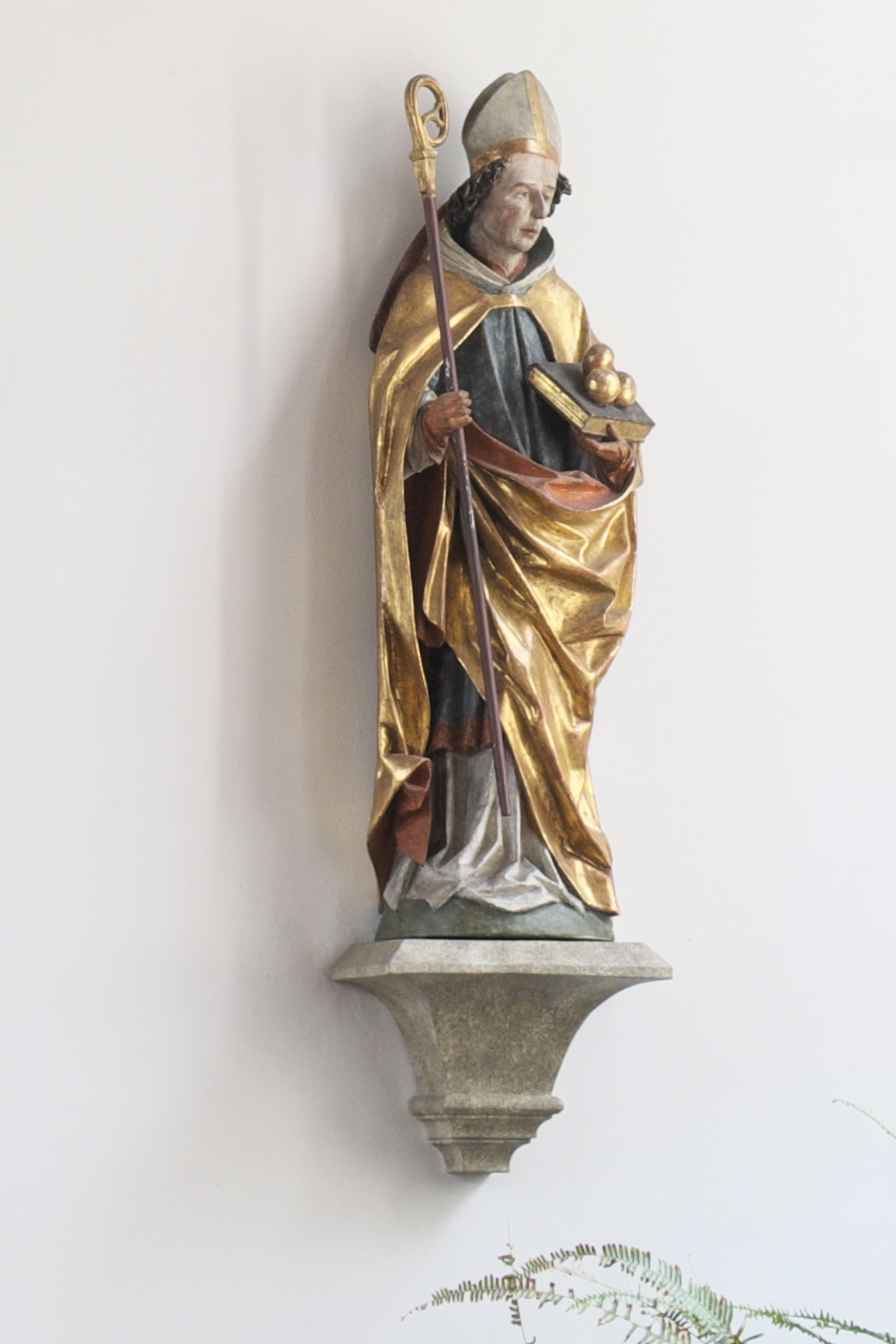
Heiliger Nikolaus, 14. Jahrhundert

- Das Chorbogenkreuz wurde um 1700 geschaffen.
- Die Figur des heiligen Nikolaus an der Stelle des südlichen Seitenaltars stammt aus dem späten 14. Jahrhundert.
- Die Schnitzfigur der Madonna mit Kind an der Stelle des nördlichen Seitenaltars ist eine Arbeit von Matthias Bayer aus der Zeit um 1950/60.
- An der südlichen Langhauswand stehen die Figuren des heiligen Stephanus und des Apostels Petrus.
- Über der vergitterten Karnernische an der nördlichen Langhauswand ist Christus als Weltenherrscher dargestellt, eine gotische Figur aus dem 15. Jahrhundert.
- Die Figur der Schmerzhaften Muttergottes an der nördlichen Langhauswand wird um 1700 datiert.
- Die Figur der heiligen Elisabeth stammt aus neuerer Zeit.
- Die Kreuzwegbilder an den Langhauswänden sind im Stil des Barock gemalt.

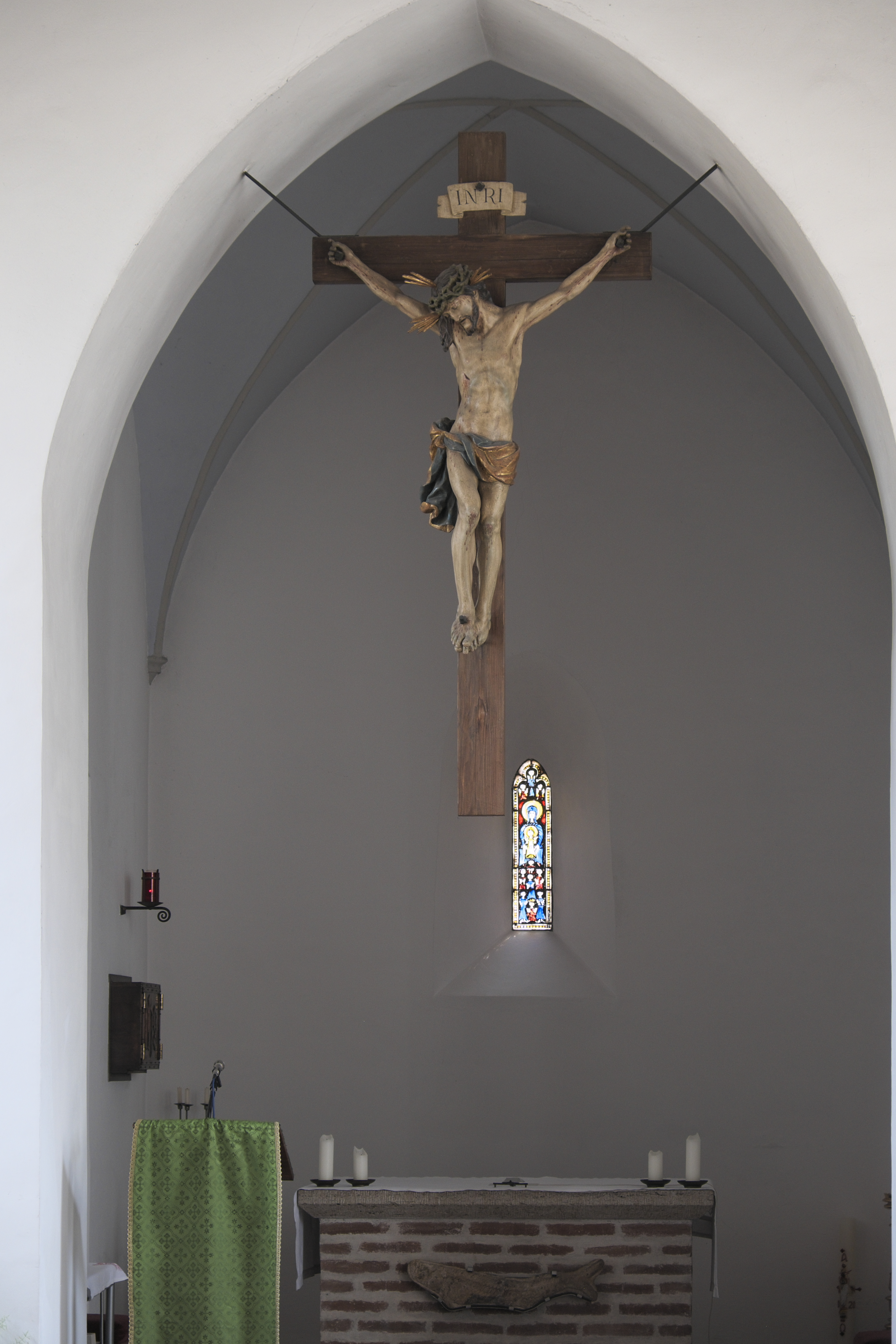
Chorbogenkreuz, um 1700
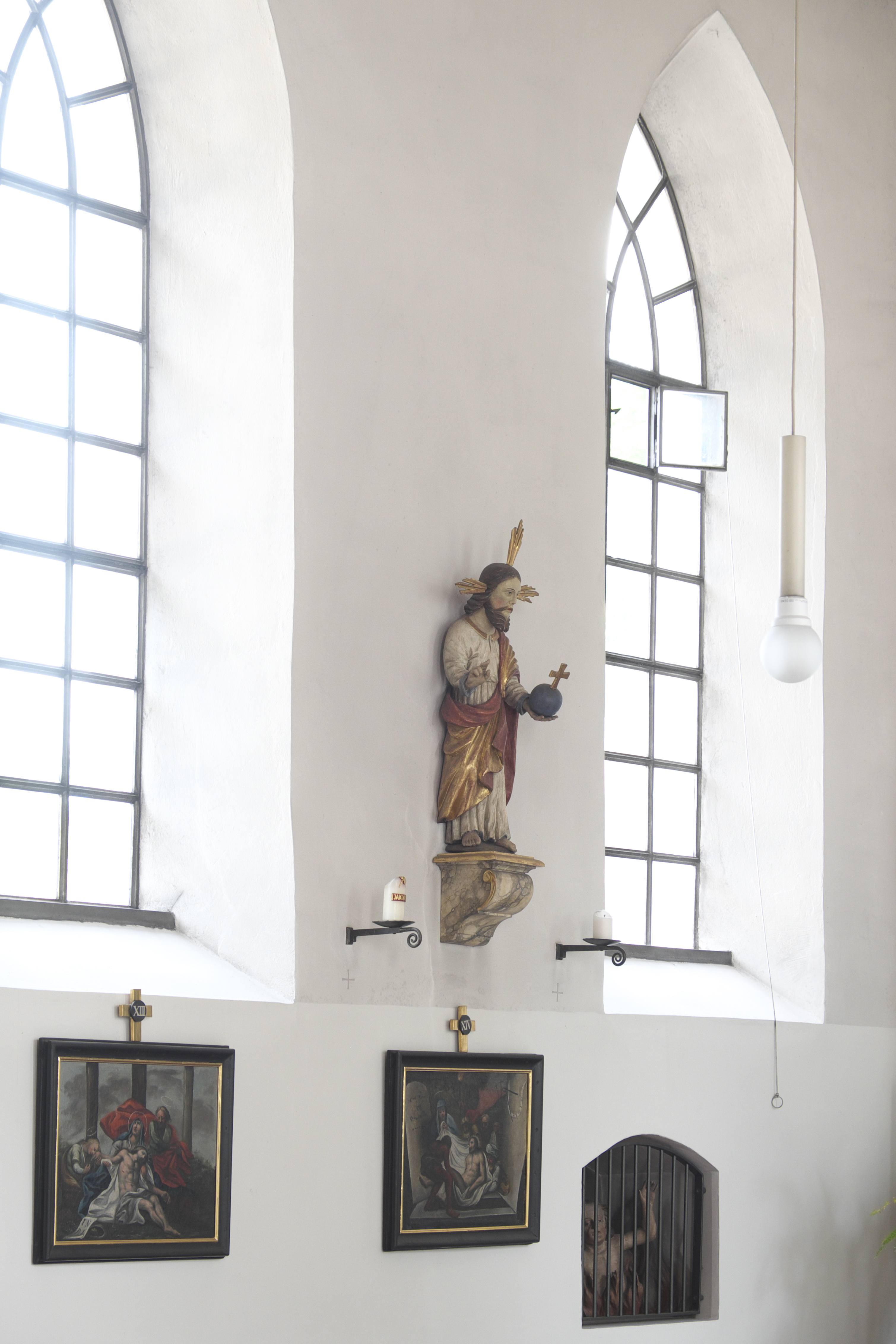
Christus als Weltenherrscher über der Karnernische
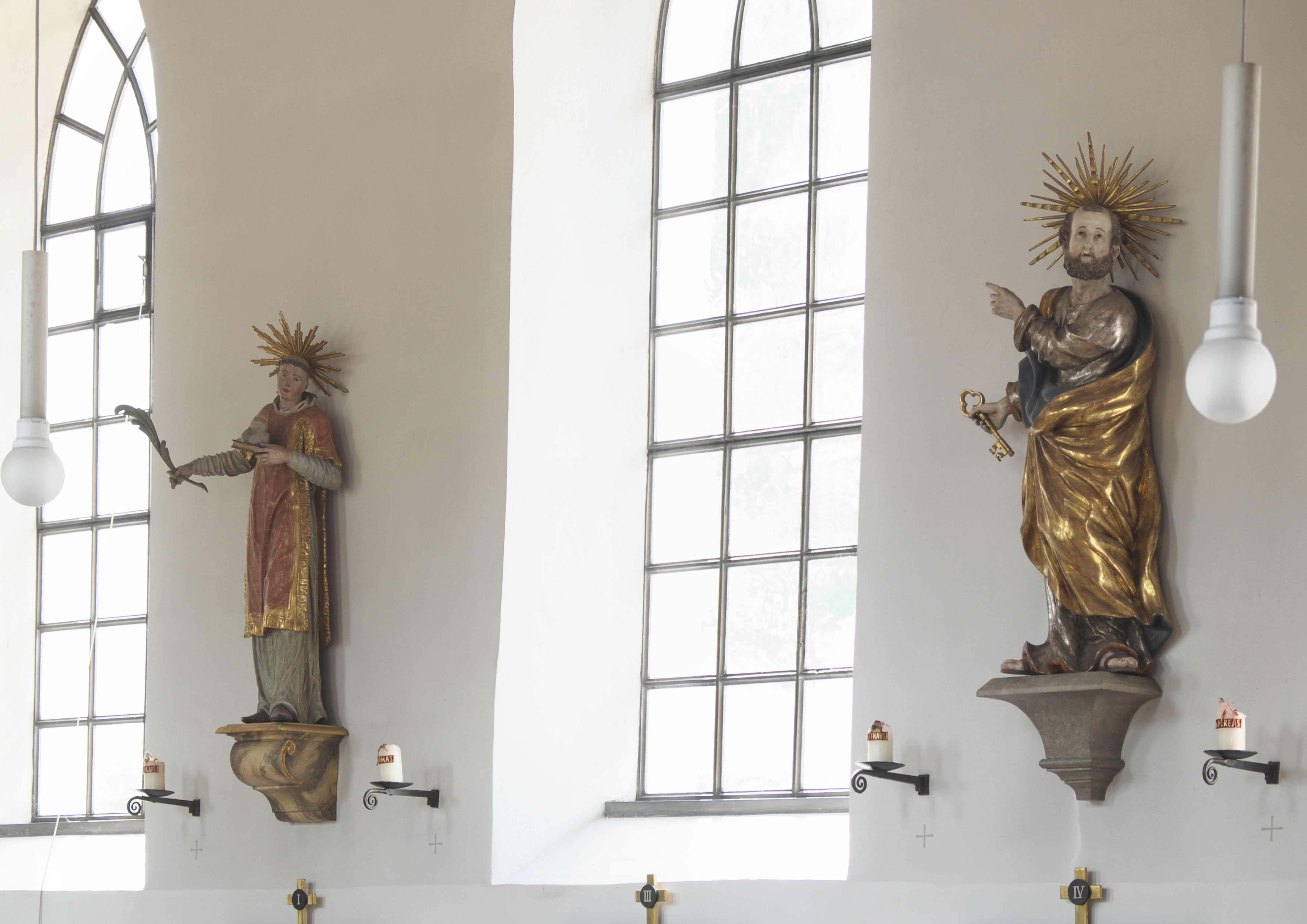
Heiliger Stephanus und Apostel Petrus
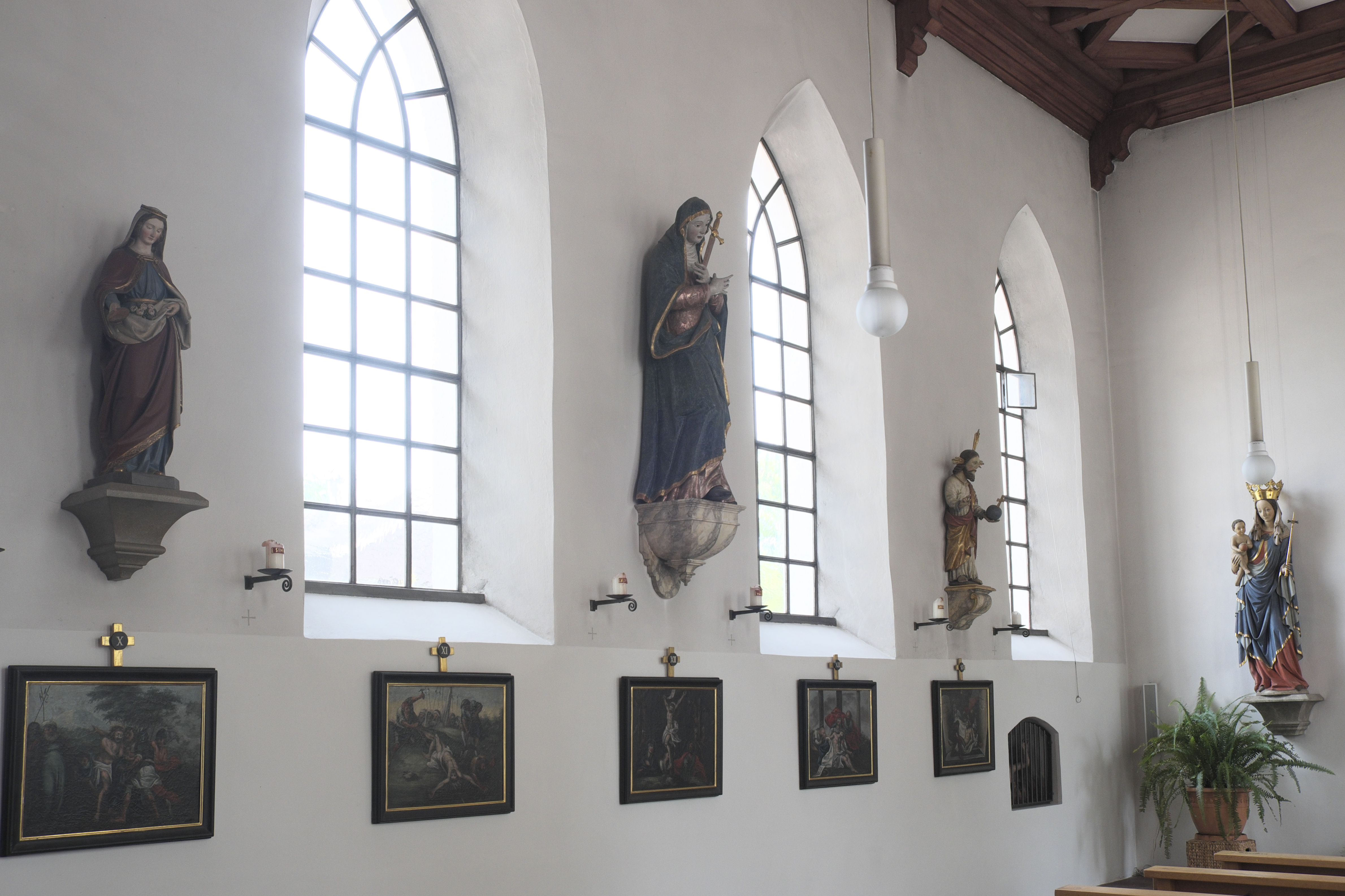
Nördliche Langhauswand, heilige Elisabeth, Schmerzhafte Muttergottes und Christus Pantokrator

## Orgel
Die Orgel wurde 1896 von dem Münchner Orgelbauer Franz Borgias Maerz eingebaut; sie ist mehrfach umgebaut und zuletzt im Sinne des ursprünglichen Klangbilds restauriert erhalten.

## Geläut
Zwei Glocken stammen aus dem 14. Jahrhundert.